# 오하드 막 룬
오하드 막 룬(중세 아일랜드어: Eochaid mac Rhun, 860년경 - 889년 이후)은 878년에서 889년 사이에 픽트인의 왕이었다. 아버지는 스트래스클라이드 왕 룬 압 아르흐갈이며, 어머니는 키나드 막 알핀의 딸이라고 한다.
오하드가 픽트인의 왕이었다는 증거는 알바 열왕 연대기에 나와 있다. 여기서 오하드 재위 2년차에 옆 나라 아일랜드의 왕 아드 핀들리어흐가 죽었다고 하며, 재위 9년차에 일식이 일어났다. 그리고 오하드는 재위를 다 채우지 못하고 아버지와 함께 나라에서 쫓겨났다고 되어 있다. 아드 핀늘리어흐는 879년 11월 20일에 죽었고 885년 6월 16일에 일식이 있었으므로 얼추 일치한다.
일부 연대기들에서는 오하드를 왕으로 올리지 않고 기리크 막 둥갈을 왕으로 올리고 있다. 한편 두언 알바나흐는 오하드와 기리크를 모두 취급하지 않고 아드 막 키나다에서 바로 돔날 막 카우산틴으로 넘어간다. 켈트학자 데이비드 덤빌은 폐위된 오하드가 기록말살형을 당해서 이런 모순이 발생했을 가능성을 제기한다.
오하드가 픽트의 왕이었는지 아니었는지, 왕이었다면 기리크와 공동으로 재위했는지 아닌지에 관한 학계 총의는 현재 존재하지 않는다.

## 참고 자료
- Dumville, David, "The Chronicle of the Kings of Alba" in Simon Taylor (ed.), Kings, clerics and chronicles in Scotland 500–1297. Fourt Courts Press, Dublin, 2000. ISBN 1-85182-516-9
- Duncan, A.A.M., The Kingship of the Scots 842–1292: Succession and Independence. Edinburgh University Press, Edinburgh, 2002. ISBN 0-7486-1626-8
- Hudson, Benjamin T., The Prophecy of Berchán: Irish and Scottish High-Kings of the Early Middle Ages. Greenwood, London, 1996.
- Smyth, Alfred P., Warlords and Holy Men: Scotland AD 80–1000. E.J. Arnold, London, 1984 (reprinted Edinburgh UP). ISBN 0-7486-0100-7

| 전임 아드 막 키나다 | 픽트인의 왕 878년–889년? | 후임 돔날 2세 막 카우산틴 |